# Allanblackia stuhlmannii
Espèce
Statut de conservation UICN

 VU  : Vulnérable
Allanblackia stuhlmannii est une espèce de plantes à fleurs de la famille des Clusiacées.